# Буковле
Буковле (на хърватски: Bukovlje) е село и община в Бродско-посавска жупания, Хърватия.
Според преброяването от 2011 г. има 3108 жители, 95,3 % от които хървати.